# Вагнер, Герман
Герман Вагнер (нем. Hermann Wagner; 23 июня 1840, Эрланген, Средняя Франкония — 18 июня 1929, Бад-Вильдунген) — немецкий учёный, географ, картограф, статистик, педагог, профессор Кёнигсбергского и Гёттингенского университетов. Доктор наук.

## Биография
Герман Вагнер родился 23 июня 1840 года в Эрлангене в семье университетского профессора, врача-физиолога Рудольфа Вагнера. Брат экономиста Адольфа Вагнера.
Окончил гимназию Макса Планка в Гёттингене. Изучал физику, математику и естественные науки в университете Эрлангена — Нюрнберга.
По просьбе смертельно больного отца, остался при нём и устроился школьным учителем.
В 1867—1876 годах сотрудничал с картографическим институтом Юстуса Пертеса в Готе. В 1868—1876 гг. редактировал статистический отдел в «Almanach de Gotha»; затем основал, вместе, с Э. Бемом, сборник «Bevölkerung der Erde», служивший дополнением к «Mittheilungen» Петерманна.

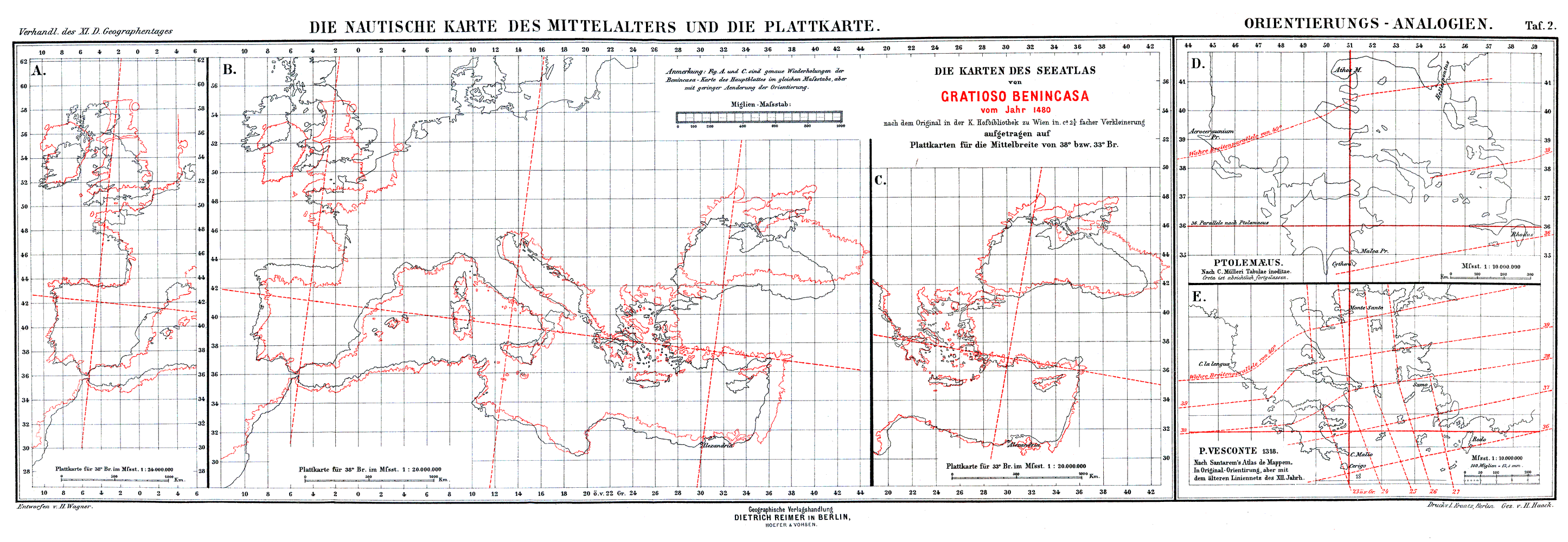
Картографические работы Германа Вагнера. 1895

Профессор в университете Кёнигсберга в 1878—1880 годах, в Гёттингене с 1880 до 1920 г. В 1880, после смерти Ваппеуса, занял кафедру географии и статистики в Гёттингене. Был деканом факультета искусств (1886) и проректором местного университета. Среди его учеников был Вильгельм Зиверс, географ-страновед, путешественник, профессор. С 1920 — профессор-эмерит.
Герман Вагнер — основатель и соредактор статистического издательства — с 1879 до 1909 редактировал ежегодник «Geographisches Jahrbuch» (издающийся в Готе).
Основатель Географического института при Гёттингенском университете, занимающего ключевые позиции в развитии современной географической науки.
Герман Вагнер умер 18 июня 1929 года в Бад-Вильдунгене.

## Научная деятельность

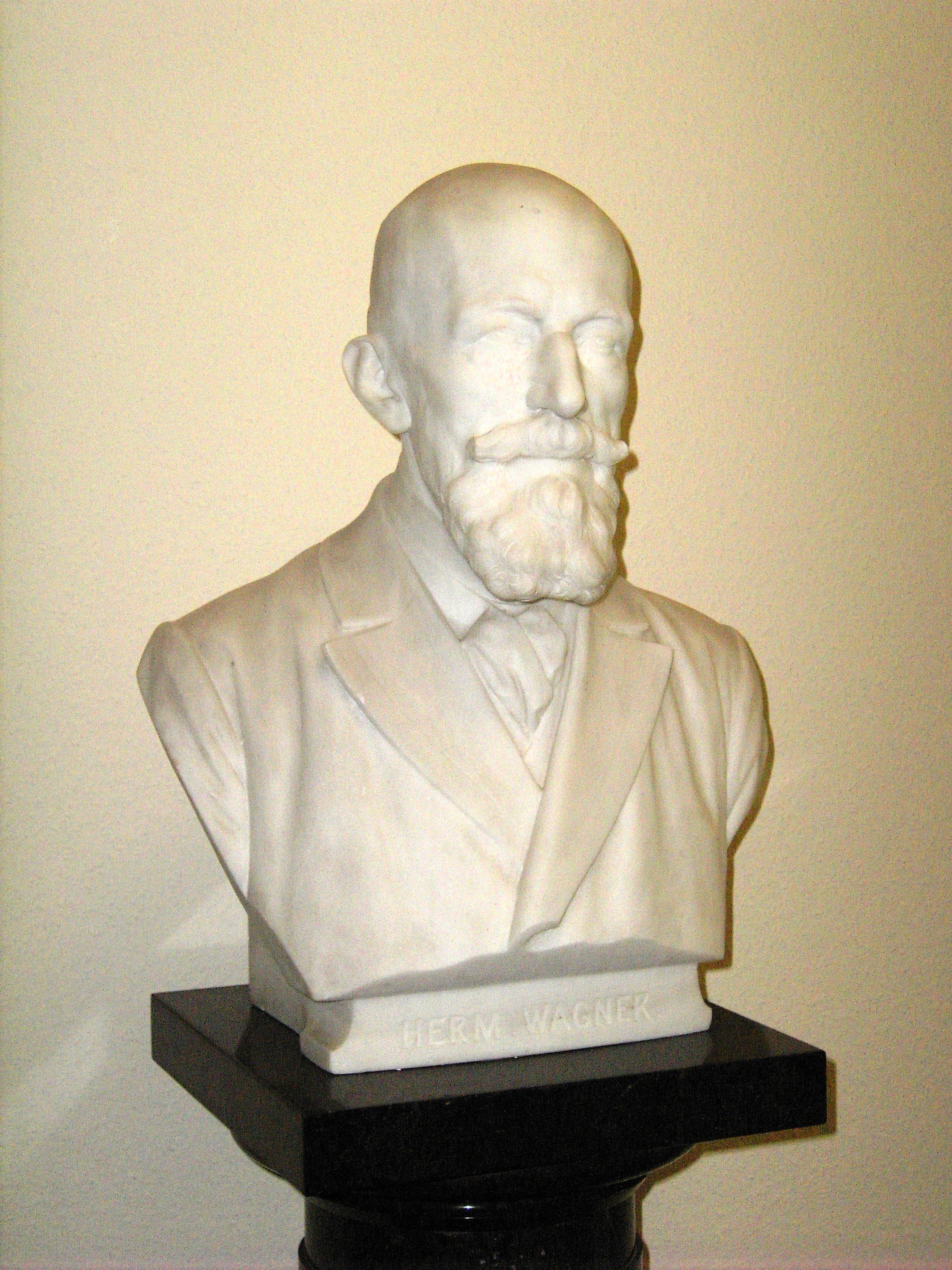
Бюст Германа Вагнера работы скульптора Адольфа фон Донндорфа

Автор более 270 работ по общей географии, картографии, методологии и истории географии, учебника «Allgemeine Erdkunde», а также издатель географических карт и атласов. В 1889 опубликовал исправленный «Методический атлас для научного исследования Земли» Эмиля фон Зюдова (нем. Methodischer Hand-Atlas für das wissenschaftliche Studium der Erdkunde. Издал стенную карту Германии, выдержавшую до 1886 г. 4 издания и вновь обработал «Lehrbuch der Geographie» Гуте (4 изд., Ганновер, 1879; 5 изд., 2 т., 1883).
В 1878 стал членом Леопольдины. В честь учёного в Гёттингене его именем названа улица (1930), на доме в котором он жил, установлена мемориальная плита.

## Избранные публикации
- 1864 Maassbestimmungen der Oberfläche des grossen Gehirns.
- 1866 Die Bevölkerung der Erde
- 1869 Statistisches Jahrbuch im Gothaischen Hofkalender Neugestaltung,-
- 1877—1879 Lehrbuch der Geographie
- 1888 Sydow — Wagners Methodischer Schulatlas
- 1902 Errichtung und Leitung eines geophysikalischen Observatorium in Samoa